# Aranžer prostora
Aranžer prostora je osoba čiji opisa zanimanja je da reklamne, prodajne i druge prostore oblikuje umjetnički. Pri tome es služi različitim elementima poput fotografija, natpisa, dekorativnih predmeta i sl. U Hrvatskoj se aranžerom prostora postaje završavanjem srednjoškolskog obrazovnog programa aranžersko-scenografskog dizajnera. 
U svojim zamislima za konačno oblikovanje prethodno se dogovara s naručiteljem usluga, voditeljem marketinga, službom za marketing, službom za unapređenje prodaje ili direktorom poduzeća. U prvoj fazi rada izrađuje idejnu skicu o konačnom izgledu izloga ili štanda, a od osnovne zamisli dolazi do skice u boji i makete na kojoj se vidi konačan izgled prostora sa svim elementima. Aranžer prostora također oblikuje i popratne tekstove i informacije o proizvodima. Oblikuje i izrađuje cijene proizvoda, letke, plakate, oglase, transparente, prodajne kataloge i ambalažu, jednostavnije dijelove opreme za prodajne prostore te elemente za izložbene površine, nacrte osvjetljenja, preuređenja prostora. Ponekad se bavi i cvijećem, što je već posao aranžera interijera cvijećem. Zbog raznovrnog spektra naručitelja, mora se upoznati s tehnikama drugih zanimanja. Srodna zanimanja su modni i grafički dizajner, keramičar, fotograf, slikar, aranžer interijera cvijećem.